# Болгарсько-данські відносини
Болга́рсько-да́нські відно́сини — двосторонні міжнародні відносини між Болгарією та Данією. У Болгарії є посольство в Копенгагені та два почесні консульства (в Геллерупі та Сількеборзі). У Данії є посольство в Софії.
Обидві країни є членами Європейського Союзу та НАТО.

## Королівські візити до Болгарії
- Королева Данії Маргрете II та принц-консорт Хенрік
  - 17–19 жовтня 2000 року — Софія, Пловдів та Рільський монастир
- Кронпринц Фредерік та кронпринцеса Мері
  - 15–17 вересня 2008 року — Софія та Пловдів